# Atylotus utahensis
Atylotus utahensis är en tvåvingeart som först beskrevs av Rowe och Frank Hall Knowlton 1935.  Atylotus utahensis ingår i släktet Atylotus och familjen bromsar. Inga underarter finns listade i Catalogue of Life.